# 中银国际
中银国际控股有限公司（简称“中银国际”）是中国银行股份有限公司（简称“中国银行”）旗下的全资附属投资银行机构。中银国际于1998年7月10在香港注册成立，法定资本10亿美元，其前身是始建于1979年的中国建设财务（香港）有限公司。经过30年的发展，中银国际现已成为中资一流投行，在境内外具有广泛的影响力。

## 地域分布
总部位于香港，在伦敦、纽约及新加坡等世界和区域性金融中心设有业务机构，在内地通过参股合资组建的中银国际证券股份有限公司 开展全面的投资银行业务，于内地20个中心城市建立了业务网络。

## 业务板块
现设有七大业务板块：投资银行板块、证券销售及研究板块、金融产品板块、资产管理板块、环球商品期货、直接投资板块、杠杆及结构融资板块

## 业务品种
企业融资（IPO、配售等）、收购兼并、财务顾问、证券销售、定息收益、衍生产品、资产管理、私人银行、私人财富管理、商品期货、直接投资、杠杆及结构融资等在内的全方位投资银行服务，2017年獲得人民幣業務傑出大奬。

## 公司业绩
截至2009年6月末，中银国际累计完成了超过9,100亿港元的股本融资、4,400亿港元的债务融资和5,700亿港元的兼并收购项目，名列市场前茅，特别是在国有企业重组及改制方面居于中国领先地位，目前担任着内地十多个省、直辖市及省会城市政府的财务顾问角色。
2021年7月24日，中国证券监督管理委员会发布《2021年证券公司分类结果》，其中中银国际被评为A级，与2020年持平。

## 代表性项目
1993年，完成青岛啤酒H股上市项目，开启了中国企业赴境外资本市场上市融资的先河。1998年，亚洲金融风暴冲击香港金融市场，中银国际协助香港特区政府瓦解了国际金融炒家的攻势，捍卫了香港的金融秩序。2000年，担任盈科收购香港电讯的融资及财务顾问，该项目为当时除日本外亚洲最大的兼并收购项目。2004年，与中银香港联手担任了香港特区政府首次政府债券发行项目——200亿港元政府债的联席全球安排行与簿记人。
2006年，协助中银集团在香港交易所和上海证券交易所成功上市，是全球股票集资金额最大的项目之一。2006年，协助天津市人民政府完成了第一只经国家批准设立的契约型人民币中资产业投资基金渤海产业投资基金的组建，开创了中国资本市场直接投融资的新模式和新渠道。2007年，完成了中国第一家以“先A后H”模式发行上市的中国中铁境内外上市项目。

## 相關連結
- 中銀保誠

## 外部連結
- 中银国际控股有限公司 （页面存档备份，存于）
- 中国银行（页面存档备份，存于）
- 中银国际证券有限责任公司 （页面存档备份，存于）
- 中银国际英国保诚资产管理有限公司 （页面存档备份，存于）